# Павлодарский тракторный завод
ПО «Павлодарский тракторный завод» им. В. И. Ленина — предприятие, выпускавшее тракторную технику и комплектующие. Основано 4 марта 1966 г., расположено в городе Павлодар, Казахстан.
С началом рыночных отношений в 1990-е годы фактически тракторное производство остановилось. Часть цехов и другой имущественный комплекс завода начал распродаваться и на его базе появилось множество предприятий, одними из наиболее успешных являются созданные на базе литейных цехов завода ТОО «Кастинг» (сталелитейное производство) и ТОО «KSP Steel» (трубопрокатное производство).

## История

### 1966 - 1991

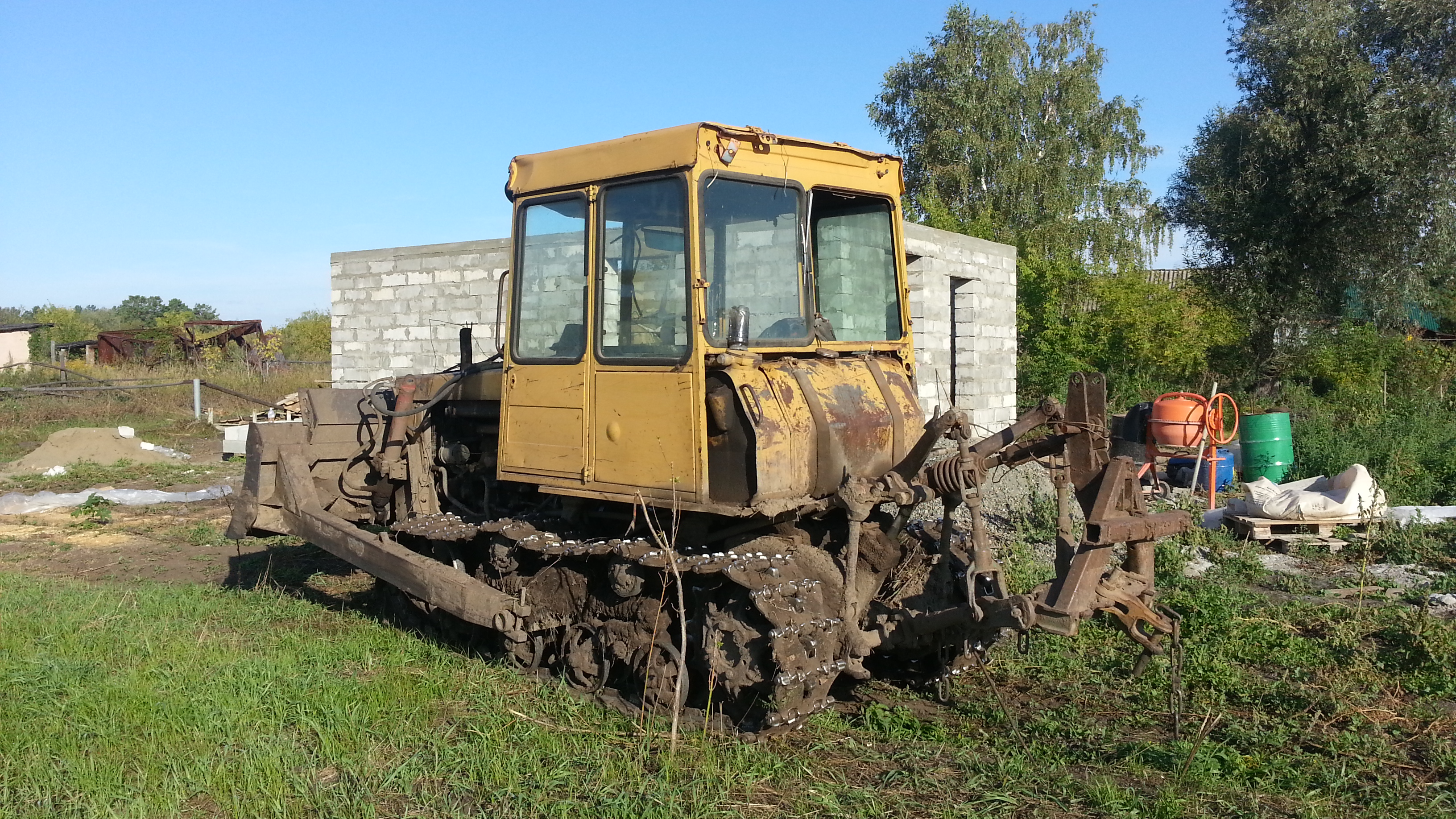
Трактор ДТ-75МЛ или ДТ-75Т производства ПТЗ

В середине 1960-х гг. во время освоения казахстанской целины советские власти приняли решение создать массовый трактор с выпуском его в Казахстане, с целью чего 4 марта 1966 г. был основан Павлодарский тракторный завод. В 1967 г. основан завод специнструмента и технологической оснастки при ПТЗ. С 1968 г. завод производит детали трансмиссии к Волгоградским тракторам ДТ-75, а позже — с 12 августа 1968 г. — собирать тракторы ДТ-75М «Казахстан», которые, к тому времени, выпускал лишь ВгТЗ.
В 1975 году был выпущен 100-тысячный трактор ДТ-75М, производство постоянно наращивалось, и в 1980 году с конвейера сошел 300-тысячный трактор «Казахстан».
Впоследствии производство ДТ-75М было полностью передано на ПТЗ, где он выпускался до конца 1980-х годов. Окрашивался в синий цвет с белой крышей и надписью «Казахстан» на боках капота. Долгие годы генеральным директором завода работал Эдуард Александрович Калинин, который впоследствии стал первым заместителем министра тракторного и сельскохозяйственного машиностроения СССР.
С середины 1980-х завод переходит на выпуск новой модели трактора ДТ-75МЛ с характерной «квадратной» кабиной с увеличенной площадью остекления, в 1984 году был установлен рекорд производительности — собрали 55 тысяч машин.
18 июня 1986 года завод начал выпуск широкозахватных жаток "Степь".
В целом, в советское время завод входил в число крупнейших предприятий города.

### После 1991
С начала 1990-х гг., на базе трактора ДТ-75МЛ начали выпускать две модификации: ДТ-90П — промышленная и ДТ-75Т — сельскохозяйственная.
Но уже в 1997 году выпуск тракторов снизился до 1 879 штук. После распада СССР и изменения поставочных и закупочных схем завод потерял своего покупателя и не выдержал агрессивной рыночной борьбы.
После банкротства в 1998 году тракторный завод выкупило АО «Алматинский завод „Поршень“», которое с февраля 1999 года начало здесь производственную деятельность. Тогда же руководство вновь организованного ОАО «Казахстантрактор» объявило о том, что на базе павлодарского предприятия будет создаваться республиканский техноград, который станет обеспечивать сельское хозяйство различной техникой. Согласно прилагавшемуся бизнес-плану, на первом этапе (2001—2005 годы) предполагалось поставить на конвейер трактор Т-95.4, ранее разработанный заводскими конструкторами, наладить совместно с минчанами выпуск колесных тракторов «Беларусь» (МТЗ-80 и МТЗ-82), освоить производство не только валковой прицепной жатки «Кейс» (модель 8240) и сеялки точного высева, но и зерноуборочного комбайна. Однако, после смены руководства ОАО «Казахстантрактор» планы роста предприятия изменились, и все планы по восстановлению предприятия остались невыполненными. 
Сегодня Премьер-Министр РК Даниал Ахметов, подводя итоги рабочего визита в Павлодар, заявил, что павлодарский тракторный завод реанимироваться не будет. Не следует выпускать неконкурентоспособную продукцию, мы должны производить то, что делаем лучше, чем другие страны. Площади бывшего тракторного производства надо сдать предпринимателям для выпуска товаров, пользующихся спросом. — бюджет Павлодара только выиграет.
Руководство Казахстана не заинтересовано в восстановлении тракторного завода и планирует передать его производственные мощности другим отраслям.